# From Memphis to Vegas / From Vegas to Memphis
Albums de Elvis Presley
From Elvis in Memphis
(1969) Let's Be Friends
(1970)
From Memphis to Vegas / From Vegas to Memphis est un album d'Elvis Presley sorti en octobre 1969
Il s'agit d'un double album. Le premier disque, Elvis in Person at the International Hotel, est un live enregistré lors des concerts donnés par le chanteur à l'International Hotel de Las Vegas du 24 au 26 août 1969. Le second disque, Back in Memphis, se compose de chansons enregistrées à l'American Sound Studio de Memphis en janvier et février de la même année, au même moment que celles parues sur From Elvis in Memphis, le précédent album de Presley. Ces deux disques ont également été édités séparément par RCA.

## Titres

### Elvis in Person at the International Hotel

#### Face 1
1. Blue Suede Shoes (Carl Perkins) – 2:06
2. Johnny B. Goode (Chuck Berry) – 2:12
3. All Shook Up (Otis Blackwell, Elvis Presley) –2:15
4. Are You Lonesome Tonight? (Lou Handman, Roy Turk) – 3:16
5. Hound Dog (Jerry Leiber, Mike Stoller) – 1:53
6. I Can't Stop Loving You (Don Gibson) – 3:19
7. My Babe (Willie Dixon) – 2:12

#### Face 2
1. Mystery Train / Tiger Man (Junior Parker, Sam Phillips / Joe Hill Louis, Sam Burns) – 3:46
2. Words (Robin Gibb, Barry Gibb, Maurice Gibb) – 2:46
3. In the Ghetto (Mac Davis) – 2:56
4. Suspicious Minds (Mark James) – 7:46
5. Can't Help Falling in Love (George Weiss, Hugo Peretti, Luigi Creatore) – 2:12

### Back in Memphis

#### Face 3
1. Inherit the Wind (Eddie Rabbitt) — 2:56
2. This Is the Story (Chris Arnold, David Martin, Geoff Morrow) — 2:28
3. Stranger in My Own Home Town (Percy Mayfield) — 4:23
4. A Little Bit of Green (Chris Arnold, David Martin, Geoff Morrow) — 3:21
5. And the Grass Won't Pay No Mind (Neil Diamond) — 3:08

#### Face 4
1. Do You Know Who I Am? (Bobby Russell) — 2:49
2. From a Jack to a King (Ned Miller) — 2:23
3. The Fair's Moving On (Guy Fletcher, Doug Flett) — 3:09
4. You'll Think of Me (Mort Shuman) — 4:01
5. Without Love (There is Nothing) (Danny Small) — 2:51

## Musiciens

### Elvis in Person at the International Hotel
- Elvis Presley : chant, guitare
- James Burton, Charlie Hodge, John Wilkinson : guitare
- Jerry Scheff : basse
- Ronnie Tutt : batterie
- Larry Muhoberac : claviers
- Charlie Hodge, Millie Kirkham, The Imperials, The Sweet Inspirations : chœurs
- Bobby Morris and his Orchestra : orchestre

### Back in Memphis
- Elvis Presley : chant, guitare, piano
- Ed Kollis : harmonica
- Reggie Young, Dan Penn : guitare
- Bobby Wood : piano
- Bobby Emmons : orgue
- Tommy Cogbill, Mike Leech : basse
- Gene Chrisman : batterie
- Glen Spreen : arrangements
- Wayne Jackson, Dick Steff, R. F. Taylor : trompette
- Ed Logan, Jack Hale, Gerald Richardson : trombone
- Tony Cason, Joe D'Gerolamo : cor
- Andrew Love, Jackie Thomas, Glen Spreen, J. P. Luper : saxophone
- Joe Babcock, Dolores Edgin, Mary Greene, Charlie Hodge, Ginger Holladay, Mary Holladay, Millie Kirkham, Ronnie Milsap, Sonja Montgomery, June Page, Susan Pilkington, Sandy Posey, Donna Thatcher, Hurschel Wiginton : chœurs